# Mohamed Amer
Pour les articles homonymes, voir Amer.
Mohamed Amer, né le 18 décembre 1997, est un escrimeur égyptien.

## Carrière
Lors de la coupe du monde d'escrime 2014-2015, Amer monte sur le podium des championnats du monde junior 2015 de Tashkent, battu par le futur vainqueur américain Eli Dershwitz. Tout comme cet adversaire, il remporte le championnat continental sénior la même année, devançant notamment les favoris tunisiens et le béninois Yémi Apithy. Il n'a alors que 17 ans. Il mène également l'équipe d'Égypte à l'or par équipes. Lors des Jeux olympiques de 2016, il est éliminé au premier tour par l'un des favoris, Gu Bon-gil (9-15).
Après une médaille d'argent aux championnats d'Afrique 2018, il décroche son deuxième titre continental en 2019, compétition comptant pour la qualification aux Jeux olympiques d'été de 2020. Il prend au passage sa revanche sur Farès Ferjani, qui l'avait vaincu en finale de l'édition 2018.
Il est médaillé d'argent en sabre par équipes ainsi que médaillé de bronze en sabre individuel aux Championnats d'Afrique 2022 à Casablanca.
Aux Championnats d'Afrique 2023 au Caire, il est médaillé de bronze en sabre individuel ainsi que médaillé d'or en sabre par équipes.

## Palmarès
- Championnats d'Afrique d'escrime
  -  Médaille d'or aux championnats d'Afrique d'escrime 2015 au Caire
  -  Médaille d'or par équipes aux championnats d'Afrique d'escrime 2015 au Caire
  -  Médaille d'or par équipes aux championnats d'Afrique d'escrime 2018 à Tunis
  -  Médaille d'or aux championnats d'Afrique d'escrime 2019 à Bamako
  -  Médaille d'or par équipes aux championnats d'Afrique d'escrime 2023 au Caire
  -  Médaille d'argent aux championnats d'Afrique d'escrime 2018 à Tunis
  -  Médaille d'argent par équipes aux championnats d'Afrique d'escrime 2022 à Casablanca
  -  Médaille de bronze aux championnats d'Afrique d'escrime 2022 à Casablanca
  -  Médaille de bronze aux championnats d'Afrique d'escrime 2023 au Caire

## Classement en fin de saison
| Année | 2015 | 2016 | 2017 | 2018 | 2019 |
| ----- | ---- | ---- | ---- | ---- | ---- |
| Rang  | 25   | 58   | 74   | 31   | 25   |